# Annette Dobmeier
Annette Dobmeier (ur. 10 lutego 1968 w Tauberbischofsheim) – niemiecka florecistka reprezentująca też RFN, srebrna medalistka olimpijska i mistrzyni świata 
Urodziła się w RFN i do zjednoczenia Niemiec startowała w barwach tego kraju. Na igrzyskach olimpijskich w Barcelonie w 1992 roku reprezentacja Niemiec w składzie: Zita Funkenhauser, Sabine Bau, Anja Fichtel-Mauritz, Monika Weber-Koszto i Annette Dobmeier zdobyła srebrny medal w zawodach drużynowych. W rywalizacji indywidualnej zajęła 34. miejsce. Były to jej jedyne starty olimpijskie.
Wspólnie z Anją Fichtel, Sabine Bau, Susanne Lang i Zitą Funkenhauser wywalczyła także złoto w turnieju drużynowym podczas mistrzostw świata w Denver w 1989 roku.